# Spanische Treppe

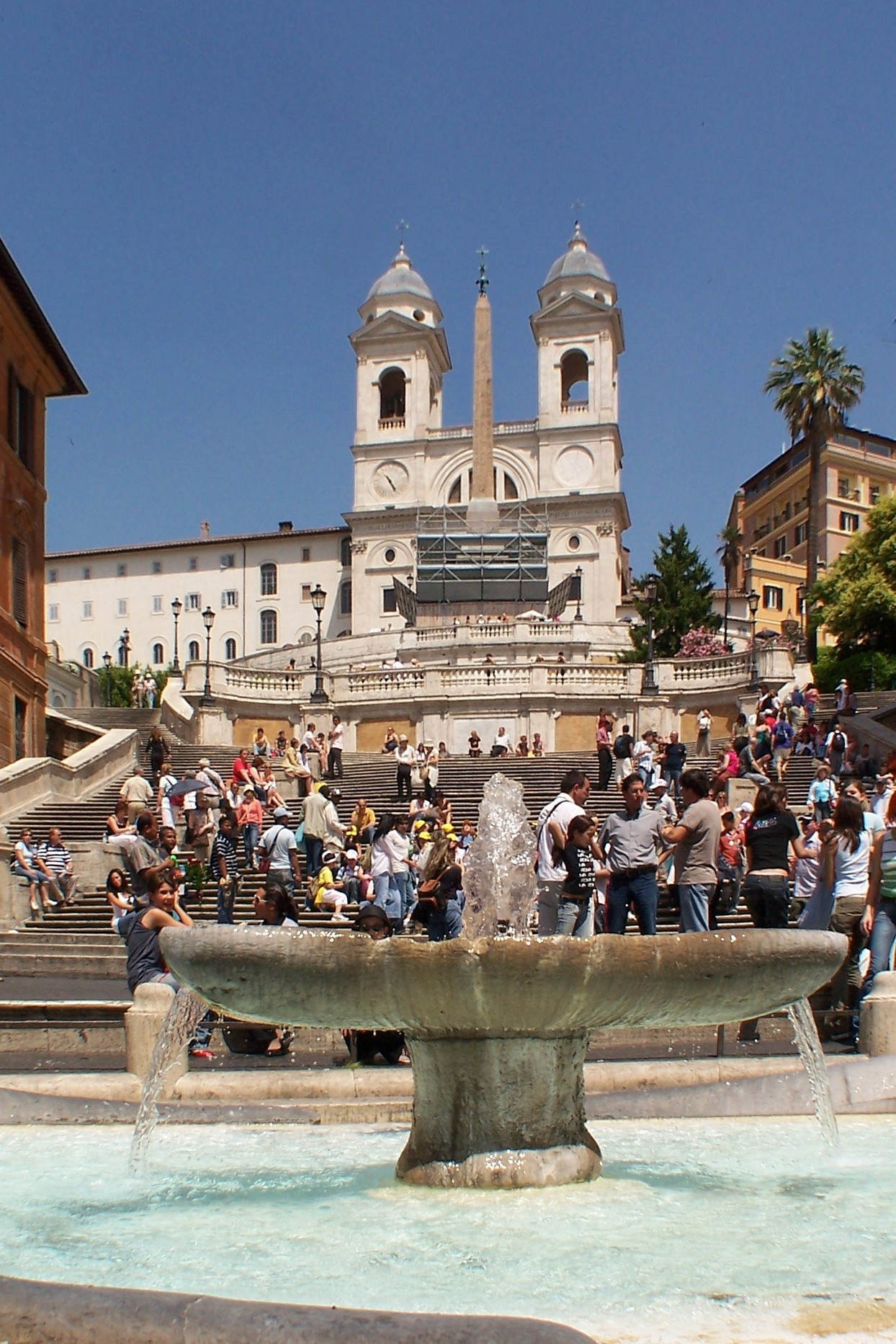
Mai 2007

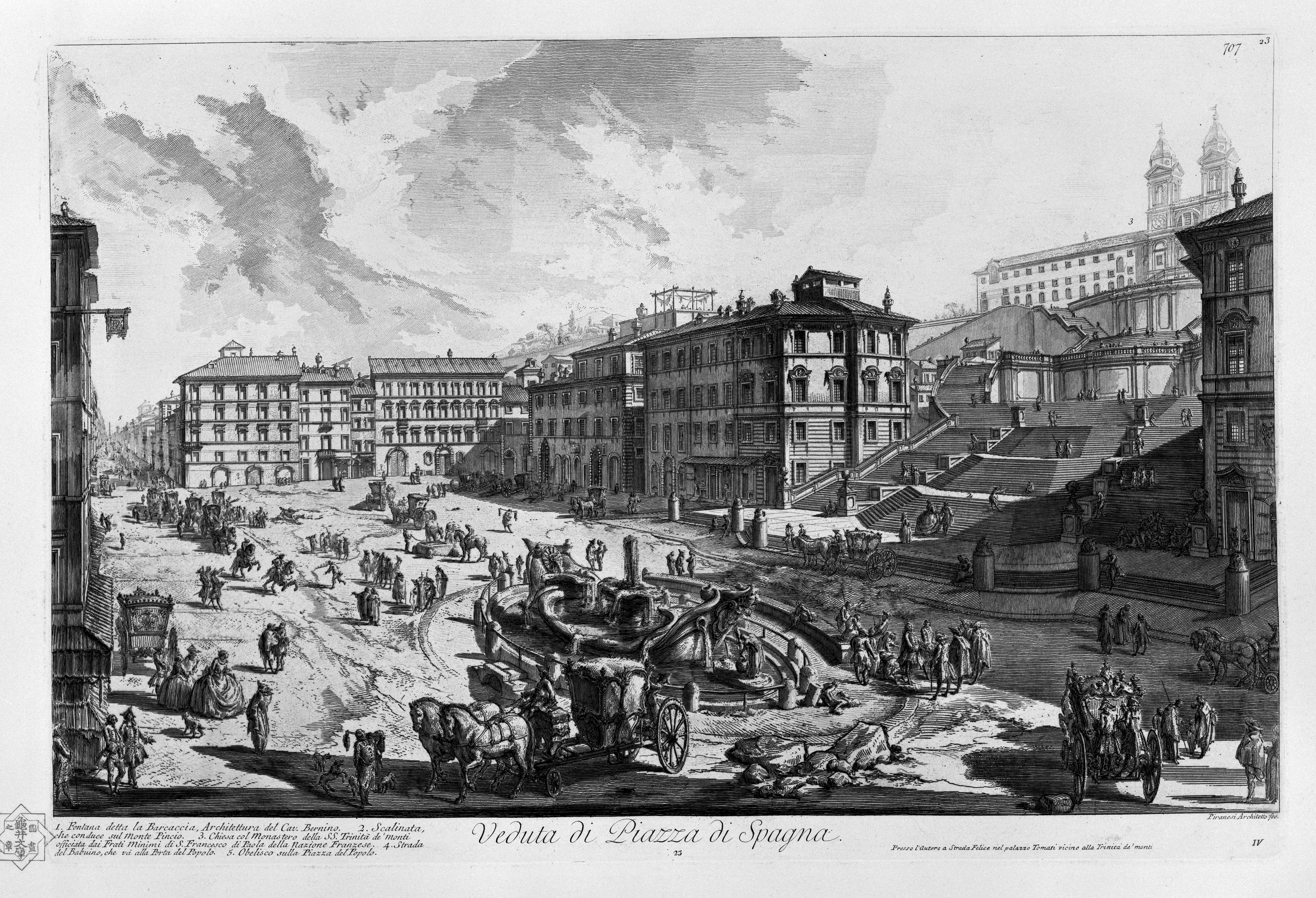
Piranesi Piazza di Spagna, um 1748

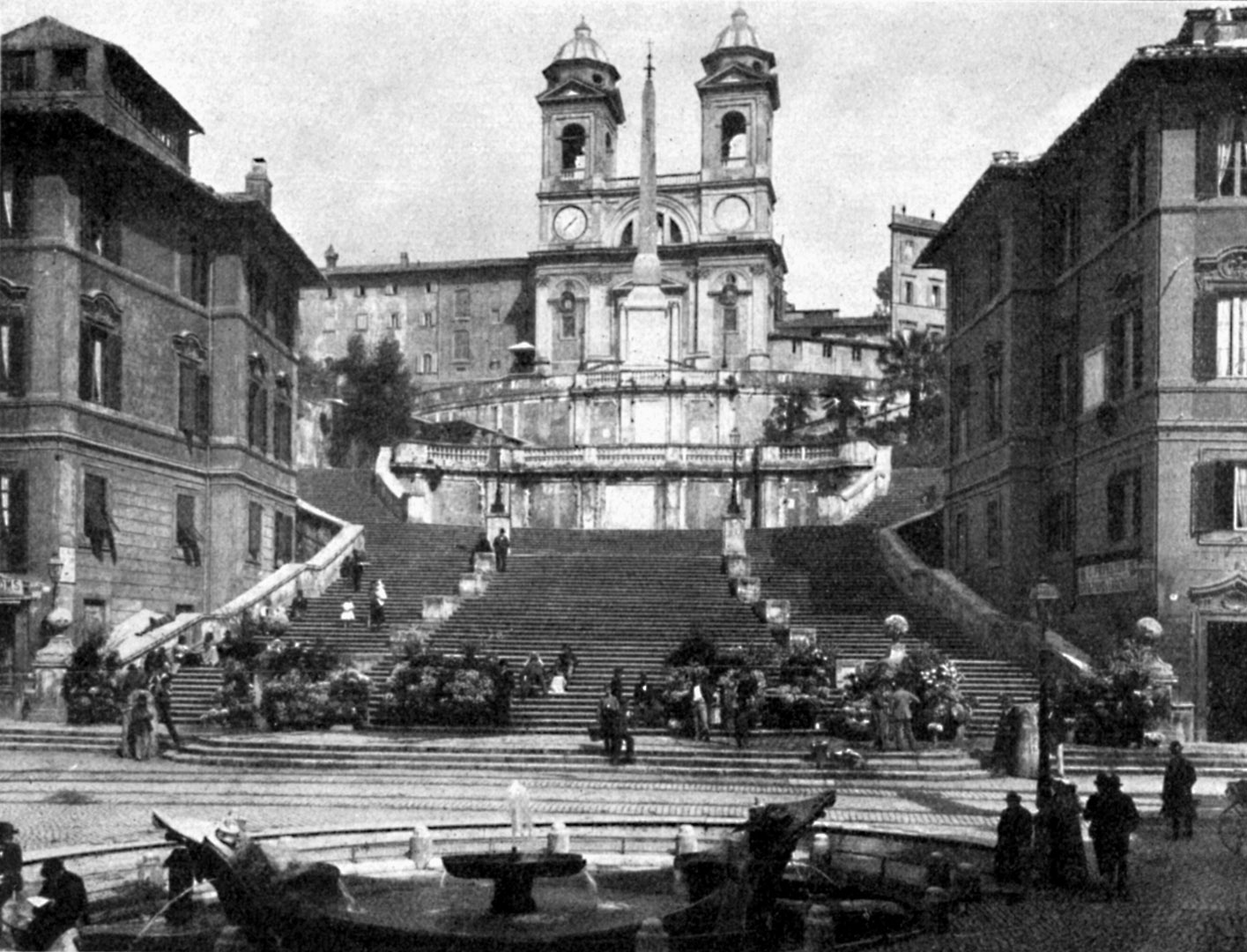
Spanische Treppe mit Trinità dei Monti, um 1900

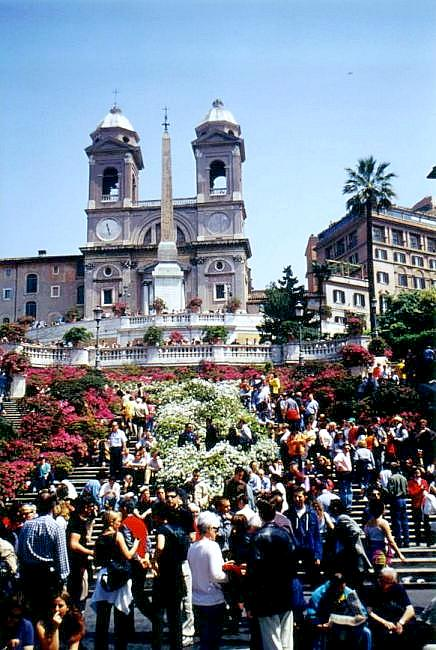
Spanische Treppe, um 2000

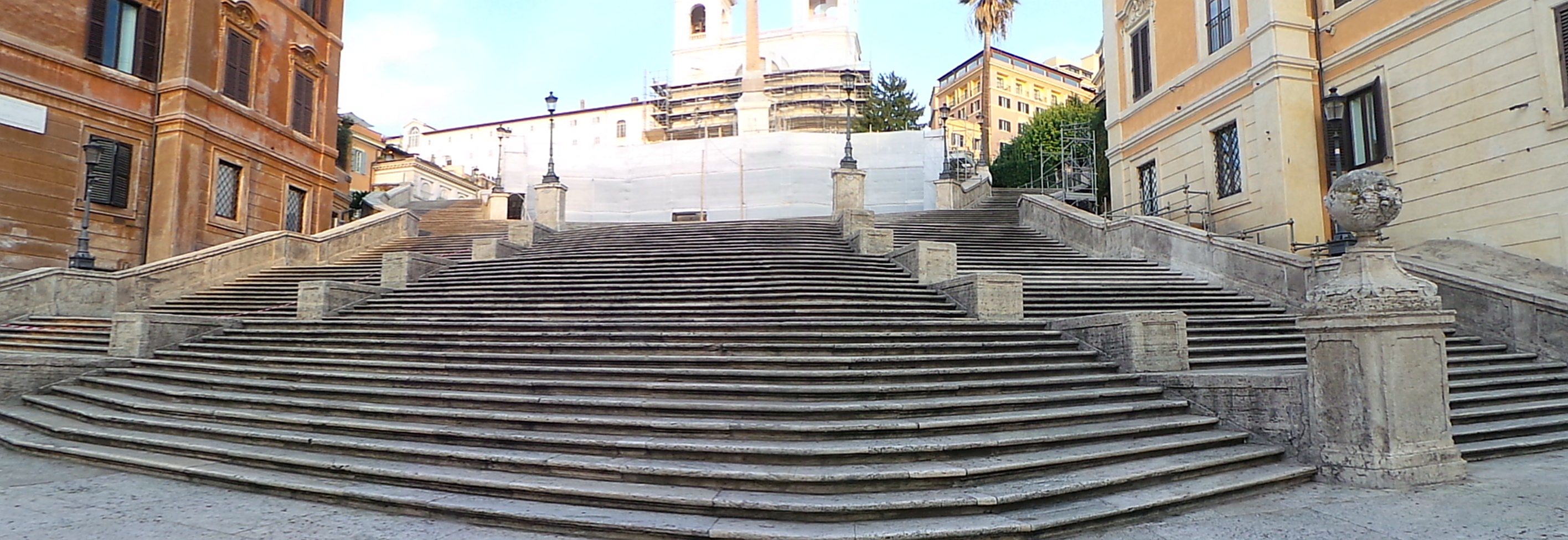
Die Spanische Treppe, November 2015

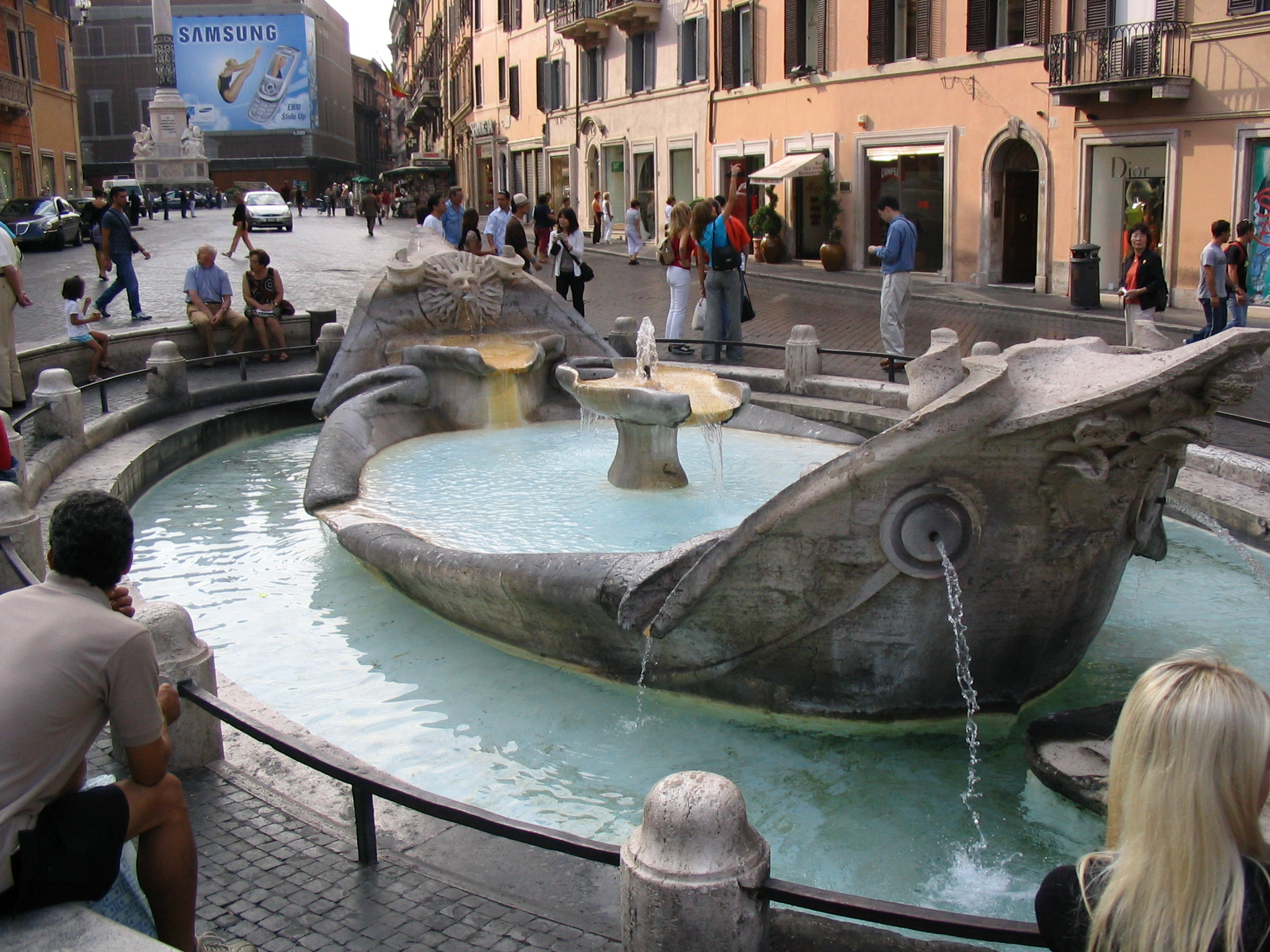
Fontana della Barcaccia

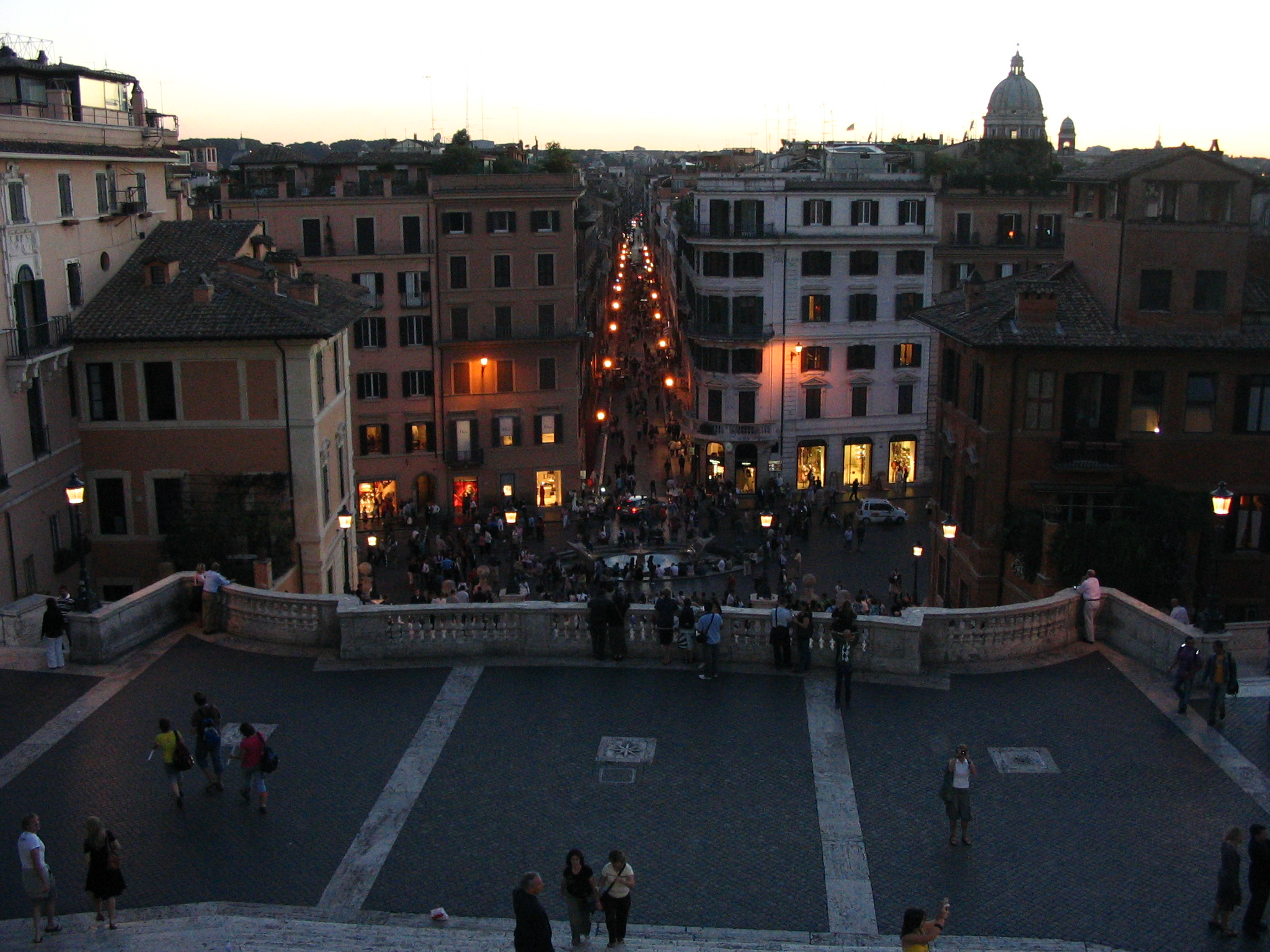
Blick hinunter auf die Piazza di Spagna und in die Via Condotti

Die Spanische Treppe (italienisch Scalinata di Trinità dei Monti, deutsch Treppe der Dreifaltigkeit vom Berge, der deutsche Name ist von der unterhalb gelegenen Piazza di Spagna abgeleitet) in Rom ist eine der bekanntesten Freitreppen der Welt.

## Entstehungsgeschichte
Die Spanische Treppe wurde ab 1723 erbaut. Sie geht zurück auf die städtebaulichen Ambitionen des Papstes Innozenz XIII. Vor dem Bau der Treppe wurde der wild bewachsene Abhang, der von der Kirche Santa Trinità dei Monti zur Piazza di Spagna hinabführte, als unpassender Abschluss des inzwischen bebauten Stadtgebietes empfunden. Die Piazza di Spagna bezog ihre Bedeutung vor allem von der spanischen Botschaft beim Heiligen Stuhl, die hier ihren Sitz hat. Der Platz vor der spanischen Botschaft war spanisches Hoheitsgebiet, und jeder Ausländer, der sich dort ohne Genehmigung aufhielt, konnte zum Dienst in der spanischen Armee verpflichtet werden. Auch ein Asylrecht gegenüber dem Vatikan konnte hier gewährt werden.

## Interessengegensatz zwischen Frankreich und dem Papst
Neben die Interessen des Papstes traten sehr früh die des französischen Königs. Mit einer Treppe sollte ein feierlicher Aufstieg zu der von König Ludwig XII. von Frankreich finanzierten Kirche Trinità dei Monti ermöglicht werden. Wie auf einer Inschrift auf dem unteren Absatz der Treppe zu lesen ist, hatte der französische Gesandte Etienne Gueffier bei seinem Tod im Jahre 1661 für den Bau einer Treppe einen beträchtlichen Geldbetrag hinterlassen. Es sollte allerdings bis zur Fertigstellung der Treppe bis 1725 dauern. In der Inschrift wird verklausuliert von OPUS AUTEM VARIO RERUM INTERVENTU ‚dem Dazwischenkommen verschiedener Dinge‘ gesprochen. Dahinter steht ein Interessenkonflikt zwischen dem französischen König und dem Papst. Die Treppe sollte ein französisches Denkmal sein, was sich nicht mit dem Machtanspruch des Papstes verbinden ließ. Die Konkurrenz zwischen König und Papst lässt sich noch heute an den Lilien der Bourbonen auf den äußeren seitlichen Pfeilern und den Adlern als Wappen des Papstes Innozenz XIII. auf den inneren Pfeilern ablesen. Lilien und Adler wiederholen sich auch auf den vier Kugeln am Beginn der Treppe.
Der Sonnenkönig Ludwig XIV. wollte die Treppe ursprünglich mit einem ihn verherrlichenden Reiterstandbild abschließen. Diese Machtdemonstration der französischen Schutzmacht war für die Päpste jedoch unannehmbar. Der Gegensatz zwischen König und Papst führte zunächst einmal dazu, dass nichts geschah. Benedikt XIII. setzte dann 1721 durch, dass die Treppe im römischen Stil gebaut wurde. Ludwig XV. musste sich mit einer Gedenktafel zufriedengeben. Papst Clemens XII. wollte dann 1733 die Treppe mit einem Obelisken abschließen, der endgültig die Macht der Päpste auch gegenüber Frankreich demonstrieren sollte. Auf Grund französischer Proteste wurden entsprechende Pläne jedoch vorerst verworfen. Goethe sah am 13. Februar 1787 den Beginn der Ausschachtungsarbeiten für das Fundament des Obelisken. Erst im Jahr 1789, als die Französische Revolution das dortige Königshaus entmachtete, konnte der Obelisk aufgestellt werden.

## Der Bau der Treppe
Der Entwurf zur Spanischen Treppe stammt von Francesco De Sanctis, der sich in einem von Papst Clemens XI., dem Vorgänger Innozenz XIII., ausgeschriebenen Wettbewerb gegen Alessandro Specchi durchsetzte. Dieser hatte mit dem später abgerissenen Ripetta-Hafen bereits einen ähnlichen Auftrag mit Erfolg durchgeführt. Die Probleme De Sanctis' waren beträchtlich: Am Beginn der von 1723 bis 1725 gebauten Treppe treffen zwei Sichtachsen aufeinander: zum einen der Blick nach Norden zur Via del Babuino, zum anderen der nach Westen zur Via Condotti. Die Treppe beginnt mit einem zentralen Aufgang und zwei parallelen seitlichen Läufen. Alle drei treffen nach einem Drittel der Steigung auf einer ersten Terrasse zusammen, um sich dann wieder zu trennen und die zweite Terrassenmauer zu umfließen. Es folgt ein sich verengender zentraler Aufgang, der sich vor der letzten Terrassenmauer wieder teilt und endlich zur Kirche Trinità dei Monti führt. Mit dieser Dreiteilung der Treppe nahm De Sanctis auch Bezug auf die der Heiligen Dreifaltigkeit geweihte Kirche auf dem Hügel. Die Wirkung der Treppe wird noch dadurch verstärkt, dass einige Treppenstufen konvex, andere dagegen konkav verlaufen. Das Bauwerk überwindet einen Höhenunterschied von 23 Metern, hat eine Länge von 68 Metern, misst in der mittleren Terrasse 40 Meter Breite und überspannt mit der oberen zweigeteilten Treppe 52 Meter.

## Fontana della Barcaccia
Auf der Piazza di Spagna vor der Treppe befindet sich die ältere, von Pietro Bernini, dem Vater Giovanni Lorenzo Berninis, in den Jahren 1628 und 1629 errichtete Fontana della Barcaccia. Angeblich wurde ein Kahn während einer Tiberüberschwemmung an den Weihnachtstagen des Jahres 1598 hierher getragen und blieb beim Zurückweichen der Flut liegen. Dieser hat Bernini inspiriert, den Brunnen in Kahnform anzulegen.

## Die Spanische Treppe heute
Die Spanische Treppe ist eine der bekanntesten Sehenswürdigkeiten Roms. Sie gilt als beliebter Treffpunkt für Touristen. Die Treppe hat insgesamt 136 Stufen.
Die Gegend um die Straße Via Condotti am Fuß der Treppe wurde zum luxuriösen Einkaufsbezirk mit Geschäften wie Bulgari, Gucci oder Prada. Direkt neben der Spanischen Treppe befinden sich rechts das Keats-Shelley-Museum und links Babington’s Tea Rooms. Beides, die Wohnung, in der John Keats lebte und starb, wie auch der alte englische Tea Room sind Zeugen der internationalen Künstlergemeinschaft, die im 18. und 19. Jahrhundert rund um die Piazza di Spagna lebte.
Direkt am Anfang der Via Condotti befindet sich auch das Caffè Greco, das ein beliebter Treffpunkt der Deutschrömer und Nazarener im 19. Jahrhundert war und mit verschiedenen Exponaten noch heute an diese Zeiten erinnert.
Seit 2019 ist das Sitzen auf der Treppe verboten.